# Martin-chasseur menu
Tanysiptera hydrocharis
Espèce
Statut de conservation UICN

 DD  : Données insuffisantes
Le Martin-chasseur menu (Tanysiptera hydrocharis) est une espèce d'oiseaux de la famille des Alcedinidae, endémique des îles Aru et d'une région du sud de la Nouvelle-Guinée, à l'est du fleuve Fly.